# Mortes em setembro de 2009
Mortes em 2009: ← Janeiro – Fevereiro – Março – Abril – Maio – Junho – Julho – Agosto – Setembro – Outubro – Novembro – Dezembro →
A lista a seguir relaciona pessoas notáveis que morreram em setembro de 2009:

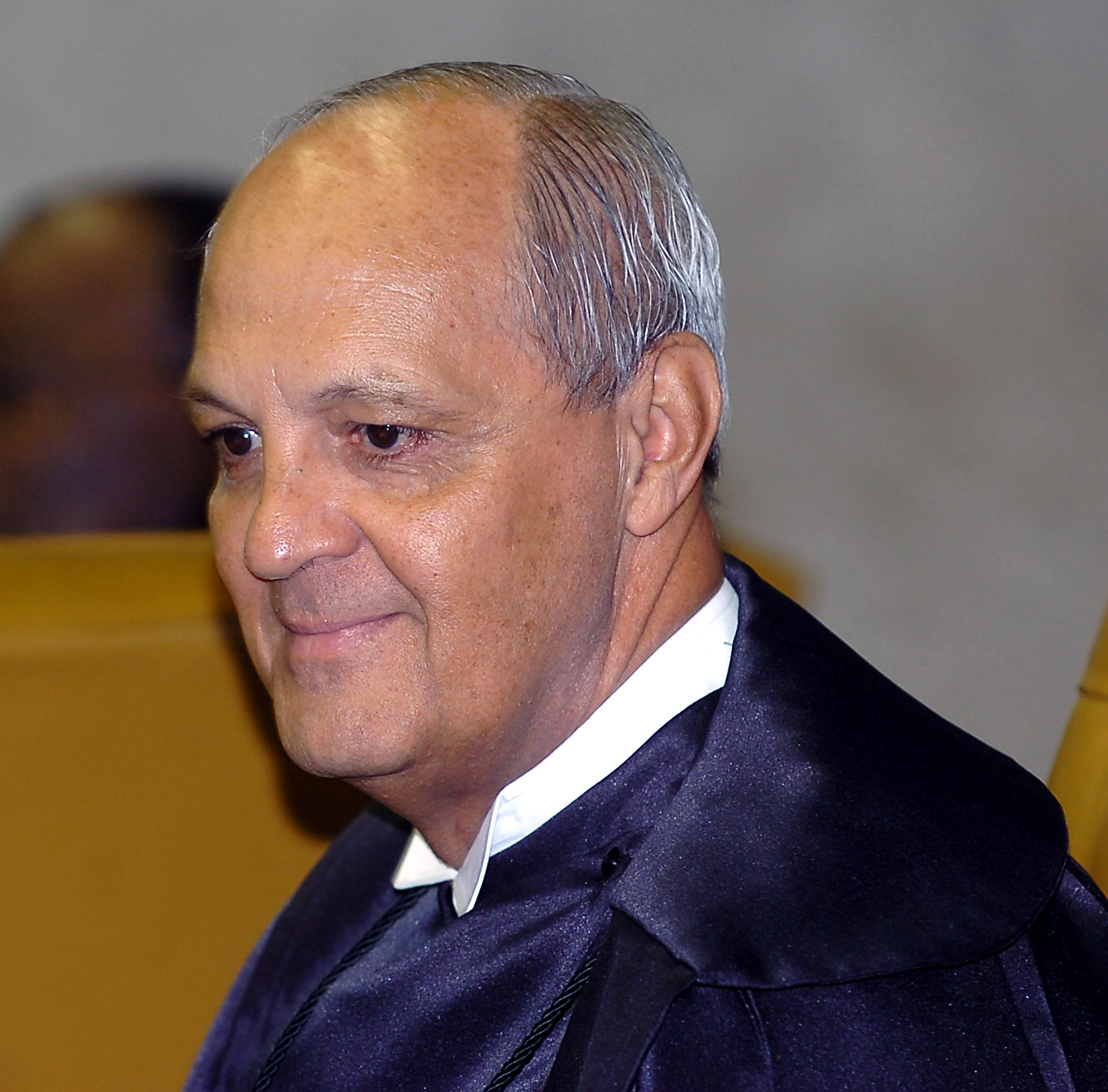
Menezes Direito, jurista brasileiro.

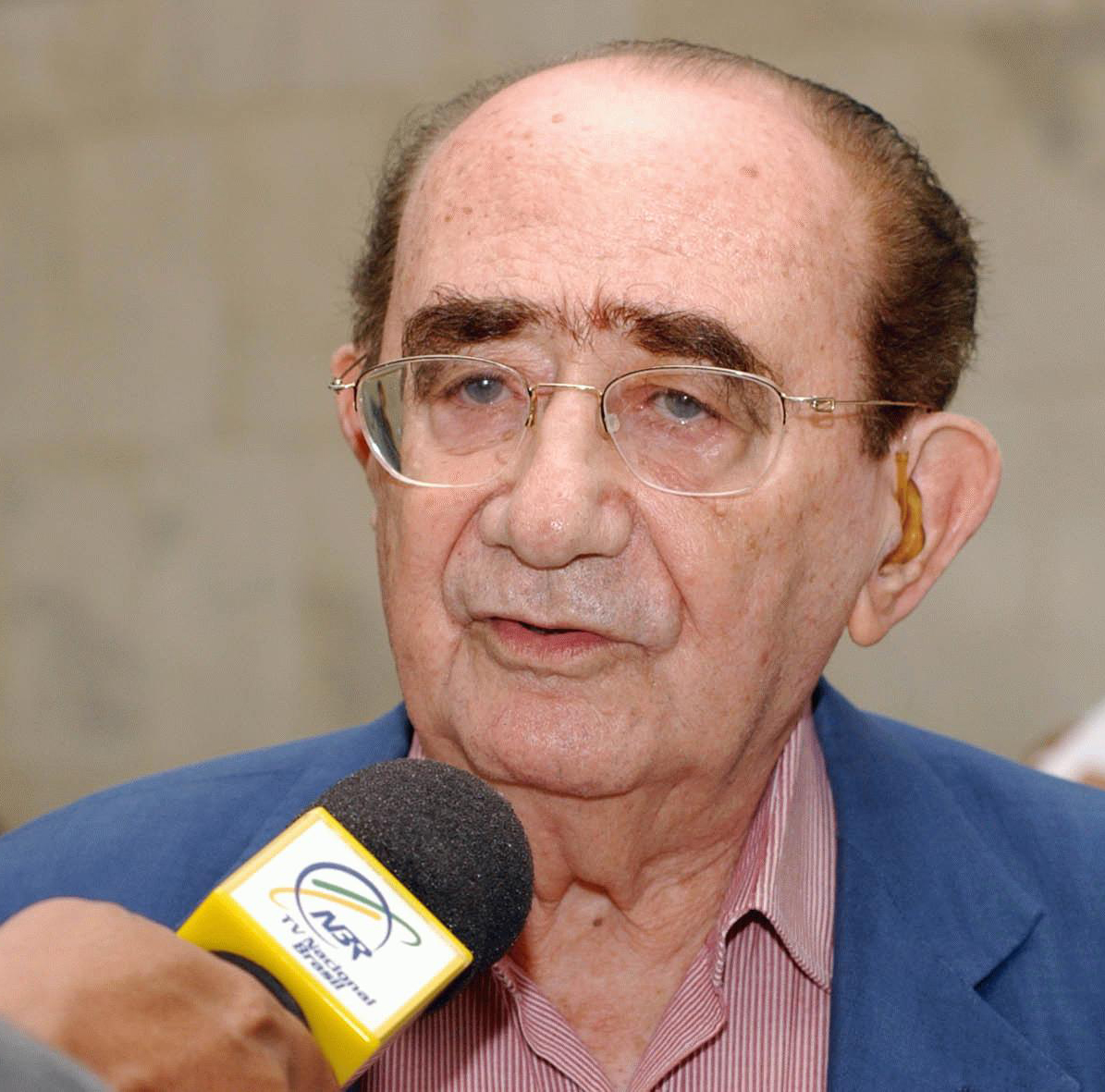
Antônio Olinto, escritor brasileiro.

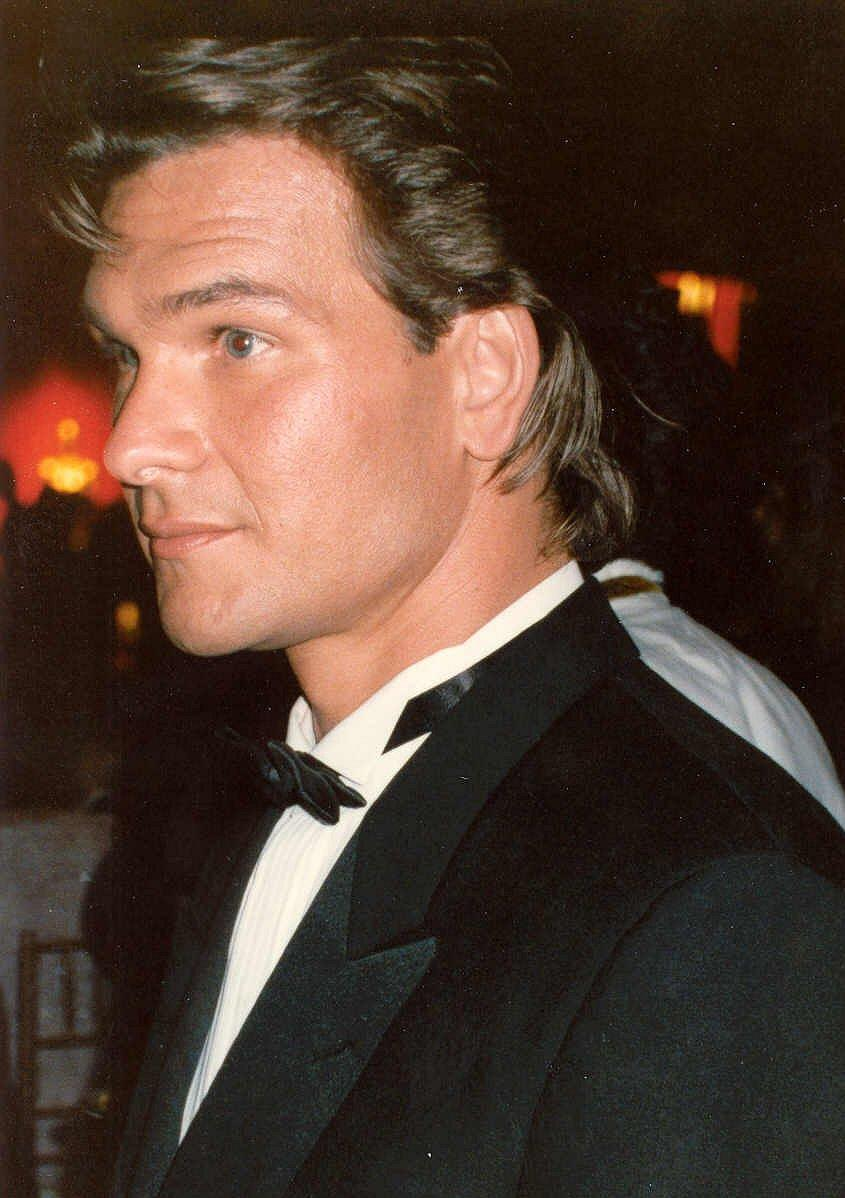
'Patrick Swayze, ator, dançarino e cantor estadunidense.

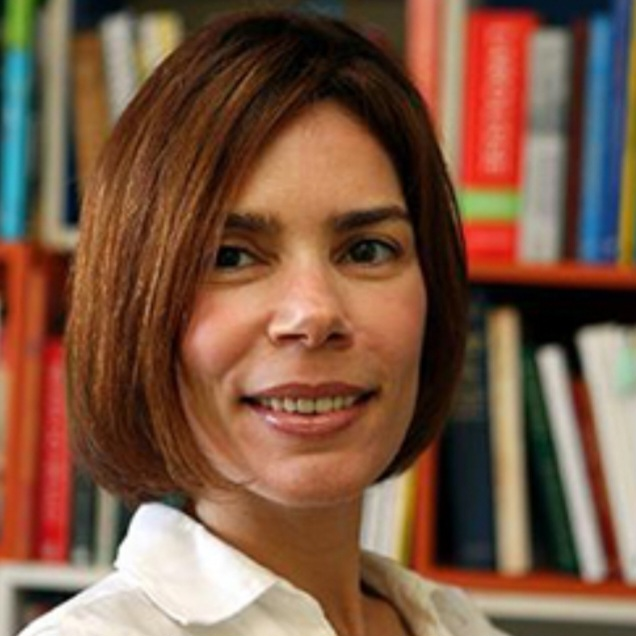
Andréa Maltarolli, autora de telenovelas brasileira.

| Dia | Nome                   | Profissão ou motivo de reconhecimento | Nacionalidade  | Ano de nasc. | Ref    |
| --- | ---------------------- | ------------------------------------- | -------------- | ------------ | ------ |
| 1   | Carlos Menezes Direito | Jurista e ministro do STF             | Brasil         | 1942         | [ 1 ]  |
| 1   | Maurício de Oliveira   | Violonista                            | Brasil         | 1925         | [ 2 ]  |
| 1   | Erich Kunzel           | Maestro                               | Estados Unidos | 1925         | [ 3 ]  |
| 1   | Paulo Ramos            | Futebolista                           | Brasil         | 1985         | [ 4 ]  |
| 2   | Guy Babylon            | Músico                                | Estados Unidos | 1957         | [ 5 ]  |
| 4   | Keith Waterhouse       | Escritor                              | Estados Unidos | 1929         | [ 6 ]  |
| 7   | Rui Viotti             | Locutor esportivo                     | Brasil         | 1930         | [ 7 ]  |
| 11  | Juan Almeida Bosque    | Vice-presidente de seu país           | Cuba           | 1927         | [ 8 ]  |
| 11  | William Beck           | Empresário                            | Estados Unidos | 1960         | [ 9 ]  |
| 11  | Jim Carroll            | Escritor, poeta e músico              | Estados Unidos | 1950         | [ 10 ] |
| 11  | Yoshito Usui           | Mangaka                               | Japão          | 1958         | [ 11 ] |
| 12  | Antônio Olinto         | Escritor                              | Brasil         | 1919         | [ 12 ] |
| 12  | Pierre Cossette        | Produtor                              | Canadá         | 1924         | [ 13 ] |
| 12  | Thabet bin Laden       | Irmão de Osama bin Laden              | Arábia Saudita | 1960         | [ 14 ] |
| 12  | Norman Borlaug         | Nobel da Paz                          | Estados Unidos | 1914         | [ 15 ] |
| 12  | Jack Kramer            | Tenista                               | Estados Unidos | 1921         | [ 16 ] |
| 12  | Tomislav Valentic      | Futebolista                           | Croácia        | 1992         | [ 17 ] |
| 13  | Felix Bowness          | Ator                                  | Inglaterra     | 1922         | [ 18 ] |
| 14  | Patrick Swayze         | Ator, dançarino e cantor              | Estados Unidos | 1952         | [ 19 ] |
| 14  | Darren Sutherland      | Pugilista                             | Irlanda        | 1982         | [ 20 ] |
| 15  | Pedro Kassab           | Escritor e médico                     | Brasil         | 1930         | [ 21 ] |
| 16  | Filip Nikolic          | Ator e cantor                         | França         | 1974         | [ 22 ] |
| 16  | Mary Travers           | Cantora                               | Estados Unidos | 1936         | [ 23 ] |
| 18  | Irving Kristol         | Político                              | Estados Unidos | 1920         | [ 24 ] |
| 19  | Arthur Ferrante        | Músico                                | Estados Unidos | 1921         | [ 25 ] |
| 22  | Dirce Migliaccio       | Atriz                                 | Brasil         | 1932         | [ 26 ] |
| 22  | Andréa Maltarolli      | Escritora e autora de novelas         | Brasil         | 1963         | [ 27 ] |
| 25  | Susan Atkins           | Criminosa                             | Estados Unidos | 1948         | [ 28 ] |
| 27  | Ivan Dykhovichny       | Cineasta                              | Rússia         | 1947         | [ 29 ] |
| 28  | Alberto Tavares Silva  | Político                              | Brasil         | 1918         | [ 30 ] |
| 28  | Manuel de Novas        | Poeta e compositor                    | Cabo Verde     | 1938         | [ 31 ] |
| 30  | Ivan Saidenberg        | Quadrinista                           | Brasil         | 1940         | [ 32 ] |
| 30  | Raúl Alfredo Magaña    | Futebolista                           | El Salvador    | 1940         | [ 33 ] |